# Sant Joan de Vilatorrada (kommun)
Sant Joan de Vilatorrada är en kommun i Spanien.   Den ligger i provinsen Província de Barcelona och regionen Katalonien, i den östra delen av landet, 500 km öster om huvudstaden Madrid. Antalet invånare är 10 780. Arean är 16,4 kvadratkilometer. Sant Joan de Vilatorrada gränsar till Callús, Santpedor, Sant Fruitós de Bages, Manresa, Fonollosa och Sant Mateu de Bages. 
Terrängen i Sant Joan de Vilatorrada är platt åt nordost, men åt sydväst är den kuperad.
Sant Joan de Vilatorrada delas in i:
- Sant Martí de Torroella